# Fernando Express
Fernando Express är en schlagergrupp från Baden-Württemberg i södra Tyskland.

## Historik
Gruppen bildades 1969 under namnet Skippies av Josef Eisenhut, Hans Olbert och Klaus Lorenz. De uppträdde på lokala fester i hemtrakten, men fick så småningom fler medlemmar och bytte 1982 namn till Fernando Express. 1990 blev sångerskan Birgit Langer medlem i gruppen och sedan dess är Fernando Express en kvartett med stora framgångar i hemlandet.
1991 kom gruppen på tredje plats i en tysk sångtävling med sången "Flüsterndes Herz" och blev då kända i hela Tyskland. De flesta av Fernando Express' låtar handlar om resor och upplevelser i sydligare trakter. Gruppen är numera en av Tysklands mest omtyckta och är ofta gäster i musikshower i såväl TV som radio.

## Hitsinglar
- "Montego Bay" (1985)
- "Voyage-voyage" (1987)
- "Fly Away Flamingo" (1989)
- "Farewell Kontiki" (1991)
- "Weiße Taube Sehnsucht" (1990)
- "Die versunkene Stadt" (1990)
- "Sehnsucht nach Samoa" (1991)
- "Goodbye Bora Bora" (1992)
- "Mit dem Albatros nach Süden" (1995)
- "Die weißen Segel von Santa Monica" (2001)
- "Barfuß bis ans Ende der Welt" (2005)